# Entoloma scabrosum
Entoloma scabrosum är en svampart som först beskrevs av Elias Fries, och fick sitt nu gällande namn av Machiel Evert ("Chiel") Noordeloos 1985. Entoloma scabrosum ingår i släktet Entoloma och familjen Entolomataceae.  Arten är reproducerande i Sverige. Inga underarter finns listade i Catalogue of Life.